# Нельтуме (озеро)
Нельту́ме (исп. Lago Neltume) — озеро ледникового происхождения, расположенное в коммуне Пангипульи, в провинции Вальдивия области Лос-Риос (Чили)
Площадь поверхности — 9,5 км².
Озеро имеет два основных притока, на севере реку Калькинко и на юго-востоке Чанчан. Относится к бассейну реки Вальдивия, простирающемуся от посёлка Сан-Мартин-де-лос-Андес в Аргентине до залива Корраль.
Является частью водной системы «Семь озёр».